# Пикайя
Пикайя (лат. Pikaia gracilens) — небольшое примитивное хордовое животное. Ископаемые остатки пикайи встречаются в среднекембрийских отложениях возрастом 530 млн лет в сланцах Бёрджес (Канада). Самое первое животное, имевшее что-то наподобие скелета.

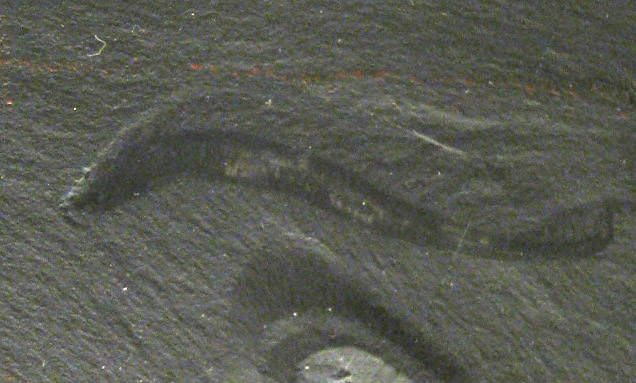
Окаменелость тела пикайи

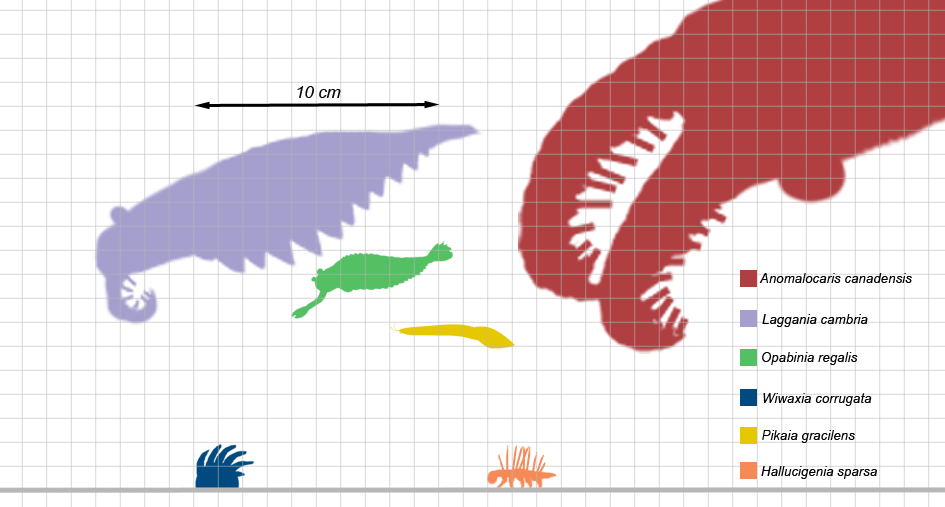
Размеры тела пикайи (жёлтая) в сравнении с другими представителями фауны сланцев Бёрджесс

## Название
Научное родовое название Pikaia дано по названию горы Pika Peak, расположенной в Канаде на границе провинции Альберта и Британской Колумбии. Название горы может быть переведено как Пищуховая вершина.

## История изучения
В 1909 году американский палеонтолог Ч. Д. Уолкотт обнаружил в среднекембрийских отложениях Британской Колумбии (Канада) в сланцах Бёрджесс многочисленные остатки ископаемых организмов. Многие из них принадлежали мягкотелым бесскелетным формам. В ходе последовавших за этим открытием раскопок было собрано большое количество палеонтологического материала. Среди найденных образцов были и «отпечатки» пикайи, фактически представлявшие собой тонкие углеродистые и алюмосиликатные плёнки на поверхности горной породы.
В 1911 году Ч. Д. Уолкотт опубликовал научное описание пикайи. Это животное было выделено им в самостоятельное семейство Pikaidae с единственным родом и видом и отнесено к многощетинковым червям — полихетам.
В конце 1970-х годов британский палеонтолог С. Конвей Моррис обнаружил у пикайи образование, напоминающее хорду, а также мускульные сегменты — миотомы, характерные для хордовых, поэтому большинство специалистов стало относить пикайю к хордовым. В 2012 году Конвей Моррис совместно с канадским палеонтологом Ж.-Б. Кароном опубликовал новые данные по анатомии пикайи. В результате изучения всех обнаруженных к тому времени 114 образцов эти специалисты предложили новую интерпретацию строения тела данного животного.

## Описание

### Внешний вид
Длина тела взрослых особей достигала от 1,5 до 6 см, в среднем она равнялась 4 см. Высота тела составляла от 7 до 16 % его длины, в среднем около 11 %.
Тело пикайи удлинённой формы, округлого сечения в передней части и сжатое с боков в остальных частях. Вдоль брюшной стороны тянулся узкий гребень, напоминающий плавник. Ещё один гребень, хотя и не столь высокий, располагался на спинной стороне.
Голова была очень маленькая, подразделённая на две округлые лопасти, на которых имелась пара щупалец. Есть основания полагать, что эти щупальца были упругими, поскольку после смерти животного они обычно оставались прямыми, судя по сохранившимся отпечаткам. Скорее всего, они выполняли функцию органов обоняния и осязания. У основания головы на её нижней стороне размещалось ротовое отверстие. Никаких органов, похожих на глаза, не обнаружено.
Позади головы по обеим сторонам глотки имелось 9 пар ветвистых придатков, которые трактуются исследователями как наружные жабры. Вблизи оснований этих придатков иногда видны небольшие округлые пятна, возможно, соответствующие жаберным щелям.

### Анатомия
Мускулатура разделена на множество поперечных сегментов — миотомов, которых насчитывается до сотни. Миомеры имеют сигмоидные очертания. Границы между миотомами хорошо заметны на ископаемых остатках, поскольку в соответствующих местах отпечатков повышено содержание углерода. По всей видимости, миотомы были разделены прослойками плотной соединительной ткани, которая разлагалась медленнее, чем мускулатура животного. Сегментация распространяется и на брюшной плавник.
Внутри туловища на спинной стороне расположен плотный продольный тяж, который сохраняет объёмную, выпуклую форму даже у ископаемых остатков. Он начинается позади глотки и тянется до самого конца туловища. Раньше он рассматривался исследователями как хорда. Однако его толщина слишком велика для хорды. Кроме того, он расположен слишком высоко, не оставляя места для нервной трубки, которая должна размещаться выше, чем хорда. Прежняя интерпретация была пересмотрена в 2012 году С. Конвеем Моррисом и Ж.-Б. Кароном. В их работе этот тяж именуется спинным органом. Происхождение и функции данного органа пока остаются неясными.
Хорда и нервная трубка, по интерпретации С. Конвея Морриса и Ж.-Б. Карона, располагаются ниже спинного органа.
Пищеварительная система открывается ротовым отверстием у основания головы. В передней части кишечника имеется расширение — глотка. Анальное отверстие, согласно реконструкции С. Конвея Морриса и Ж.-Б. Карона, расположено на заднем конце тела.
Ещё один тонкий продольный тяж расположен на брюшной стороне тела. С. Конвеем Моррисом и Ж.-Б. Кароном он интерпретируется как кровеносный сосуд. На некоторых экземплярах подобный сосуд обнаружен и на спинной стороне.

Анатомия на основе реконструкций С. Конвея Морриса и Ж.-Б. Карона (2012)

## Образ жизни
Вероятно, животное могло активно плавать, волнообразно изгибая тело, в первую очередь — его уплощённую заднюю часть.
Скорее всего, пикайя была фильтратором и процеживала воду со взвесью через поры своей глотки.